# 養観院
養観院（ようかんいん）は、安土桃山時代の女性。織田信長の側室。羽柴秀勝の生母。（さらに相応院の母とも）養観院の法名は『摠見寺文書』による。養勝院（ようしょういん）と同一人物ともいう。

## 生涯
出自や生没年は不明。永禄12年（1569年）に信長の四男於次（秀勝）を生んだ。なお、永禄4年（1561年）に生まれた信長の次女で蒲生氏郷の正室となった相応院は、知恩院塔頭瑞林院に秀勝と同じく墓があることから同腹とみる説もある。相応院の年齢から考えて、養観院が信長の側室だった時期は久菴桂昌（いわゆる吉乃）よりも前かほぼ同時期と推定されている。信長の尾張時代からの側室であろう。
諸説あるが天正4年（1576年）頃、於次秀勝は信長の重臣であった羽柴秀吉の養子となった。しかし、母親については天正10年（1582年）に丹波国に移る（後述）までは動向が知られていない。秀勝の養父となった秀吉の居城である長浜城に移ったとする推測もある。
天正10年（1582年）の本能寺の変の後、秀勝が丹波亀山城主となると、母親も亀山に移り住んだ。秀勝は病弱で、同年冬に秀吉に従って美濃に出陣した頃より病気がちとなり、翌11年（1583年）の『兼見卿記』には彼女が京都の吉田神社の神主である吉田兼見に秀勝の病状回復の祈祷をたびたび願い出たという記述がある。同年5月16日、彼女は秀吉が当時在城していた近江坂本城に下向して秀吉に秀勝の病状報告などをしている。
天正12年（1584年）になっても秀勝の病状は好転せず、彼女は引き続き吉田兼見に祈祷を依頼し続けている。その後、秀勝は天正13年（1585年）正月には鷹狩が行えるほど回復したが、12月にはあえなく京都で死去した。彼女は京都から丹波に戻ったが、亀山城が交代したため京都へ移り、出家して信長・秀勝らの菩提を弔った。秀勝の室が毛利輝元の養女だった縁で、天正16年（1588年）8月21日に輝元との音信が残っている。
江戸時代になってからであるが、高野山の信長・秀勝の供養塔は、養観院（養勝院）が建立したものとされている。彼女の供養塔も高野山悉地院にあるとされているが、詳細は不明である。